# Итагаки, Сэйсиро
Сэйсиро Итагаки (яп. 板垣 征四郎 Итагаки Сэйсиро:, 21 января 1885 — 23 декабря 1948) — генерал японской Императорской армии, министр армии.

## Биография
Сэйсиро Итагаки родился в Мориока (префектура Иватэ). В 1904 году закончил Рикугун сикан гакко, принимал участие в Русско-японской войне.
В 1924—1926 годах Итагаки был военным атташе в Китае, по возвращении в Японию занимал в 1926—1927 годах различные посты в генеральном штабе, после чего получил назначение на пост командира расквартированной в Китае 33-й пехотной бригады 10-й дивизии. Прослужив на этом посту, в 1928 году Итагаки был переведён на должность командира 33-го пехотного полка Квантунской армии.
С 1931 года Итагаки стал начальником разведывательного отдела Квантунской армии, и в этой должности стал одним из участников японского вторжения в Маньчжурию. 
В 1932—1934 годах он являлся также военным советником в Маньчжоу-го, в 1934 году стал заместителем начальника штаба Квантунской армии, в 1936 — начальником штаба Квантунской армии.
В 1937—1938 годах, на ранних стадиях японо-китайской войны, Итагаки командовал размещённой в Китае 5-й дивизией, которая сыграла главную роль в Битве за Пекин-Тяньцзинь, Чахарской операции и Битве за Тайюань. Однако в ходе Битвы при Сюйчжоу атака его дивизии была отражена во время сражения при Тайэрчжуане, что не дало её возможности прийти на помощь 10-й дивизии Рэнсукэ Исогаи.
Будучи отозванным в 1938 году в Японию, Итагаки некоторое время пробыл министром армии (1938—1939). Затем он снова был возвращён в Китай, где в 1939—1941 годах возглавлял штаб Экспедиционной армии. Однако поражение японских войск от РККА в боях на Халхин-Голе нанесло сильный удар по его репутации, и он был переведён на тыловой пост командующего японскими силами в Корее. В результате ухудшения общей военной ситуации японские войска в Корее были в 1945 году преобразованы в 17-й фронт, и Итагаки стал его командующим. В апреле 1945 он был переведён на пост командующего 7-го фронта, размещавшейся в Сингапуре, и в этом качестве сдался англичанам после капитуляции Японии.
После войны он был обвинён в совершении военных преступлений, на Токийском процессе был признан виновным по пунктам 1, 27, 29, 31, 32, 35, 36 и 54 и приговорён к смертной казни. Сэйсиро Итагаки был повешен в токийской тюрьме Сугамо 23 декабря 1948 года.